# Ban Phaeo (huyện)
Ban Phaeo (tiếng Thái: บ้านแพ้ว) là một huyện (amphoe) ở phía bắc của Tỉnh Samut Sakhon, miền trung Thái Lan.

## Lịch sử
Khi làng mới được lập, tên gọi là Ban Phaeo. Làng này thuộc Sam Phran. Sau này dân cư đông hơn, làng được lập thành tambon. Năm 1925, chính quyền tách tambon Rong Khe, Lak Sam từ huyện Ban Bo và sáp nhập với tambon Ban Phaeo để lập huyện Ban Phaeo. Huyện mới đã được chuyển sang tỉnh Samut Sakhon.

## Địa lý
Các huyện giáp ranh (từ phía bắc theo chiều kim đồng hồ) là: Sam Phran của tỉnh Nakhon Pathom, Krathum Baen và Mueang Samut Sakhon của tỉnh Samut Sakhon, Mueang Samut Songkhram của tỉnh Samut Songkhram, Damnoen Saduak và Bang Phae của tỉnh Ratchaburi.

## Hành chính
Huyện này được chia thành 12 phó huyện (tambon), các đơn vị này lại được chia ra thành 97 làng (muban). Có ba thị trấn (thesaban tambon) - Ban Phaeo, Kaset Phatthana và Lak Ha. Các khu vực phi đô thị được quản lý bởi 7 Tổ chức hành chính tambon.
| \| 1. \| Ban Phaeo \| บ้านแพ้ว \| \| \| 2. \| Lak Sam \| หลักสาม \| \| \| 3. \| Yokkrabat \| ยกกระบัตร \| \| \| 4. \| Rong Khe \| โรงเข้ \| \| \| 5. \| Nong Song Hong \| หนองสองห้อง \| \| \| 6. \| Nong Bua \| หนองบัว \| \| \| 7. \| Lak Song \| หลักสอง \| \| \| 8. \| Chet Rio \| เจ็ดริ้ว \| \| \| 9. \| Khlong Tan \| คลองตัน \| \| \| 10. \| Amphaeng \| อำแพง \| \| \| 11. \| Suan Som \| สวนส้ม \| \| \| 12. \| Kaset Phatthana \| เกษตรพัฒนา \| \| | Map of Tambon   |            |  |
| 1. | Ban Phaeo       | บ้านแพ้ว     |  |
| 2. | Lak Sam         | หลักสาม     |  |
| 3. | Yokkrabat       | ยกกระบัตร   |  |
| 4. | Rong Khe        | โรงเข้      |  |
| 5. | Nong Song Hong  | หนองสองห้อง |  |
| 6. | Nong Bua        | หนองบัว     |  |
| 7. | Lak Song        | หลักสอง     |  |
| 8. | Chet Rio        | เจ็ดริ้ว      |  |
| 9. | Khlong Tan      | คลองตัน     |  |
| 10. | Amphaeng        | อำแพง      |  |
| 11. | Suan Som        | สวนส้ม      |  |
| 12. | Kaset Phatthana | เกษตรพัฒนา  |  |